# هاري دبليو. باس سينيور
هاري دبليو. باس سينيور (بالإنجليزية: Harry Wesley Bass Sr.)‏ هو شخصية أعمال أمريكي، ولد في 9 أبريل 1895 في إنيد في الولايات المتحدة، وتوفي في 18 فبراير 1970 في دالاس في الولايات المتحدة.